# Stenmyrtjärnen, Västerbotten
Stenmyrtjärnen är en sjö i Vindelns kommun i Västerbotten och ingår i Umeälvens huvudavrinningsområde.